# Pedicularis tatsienensis
Pedicularis tatsienensis är en snyltrotsväxtart som beskrevs av Louis Édouard Bureau och Franch.. Pedicularis tatsienensis ingår i släktet spiror, och familjen snyltrotsväxter. Inga underarter finns listade i Catalogue of Life.